# Plano de Ação para Prevenção e Controle do Desmatamento na Amazônia Legal

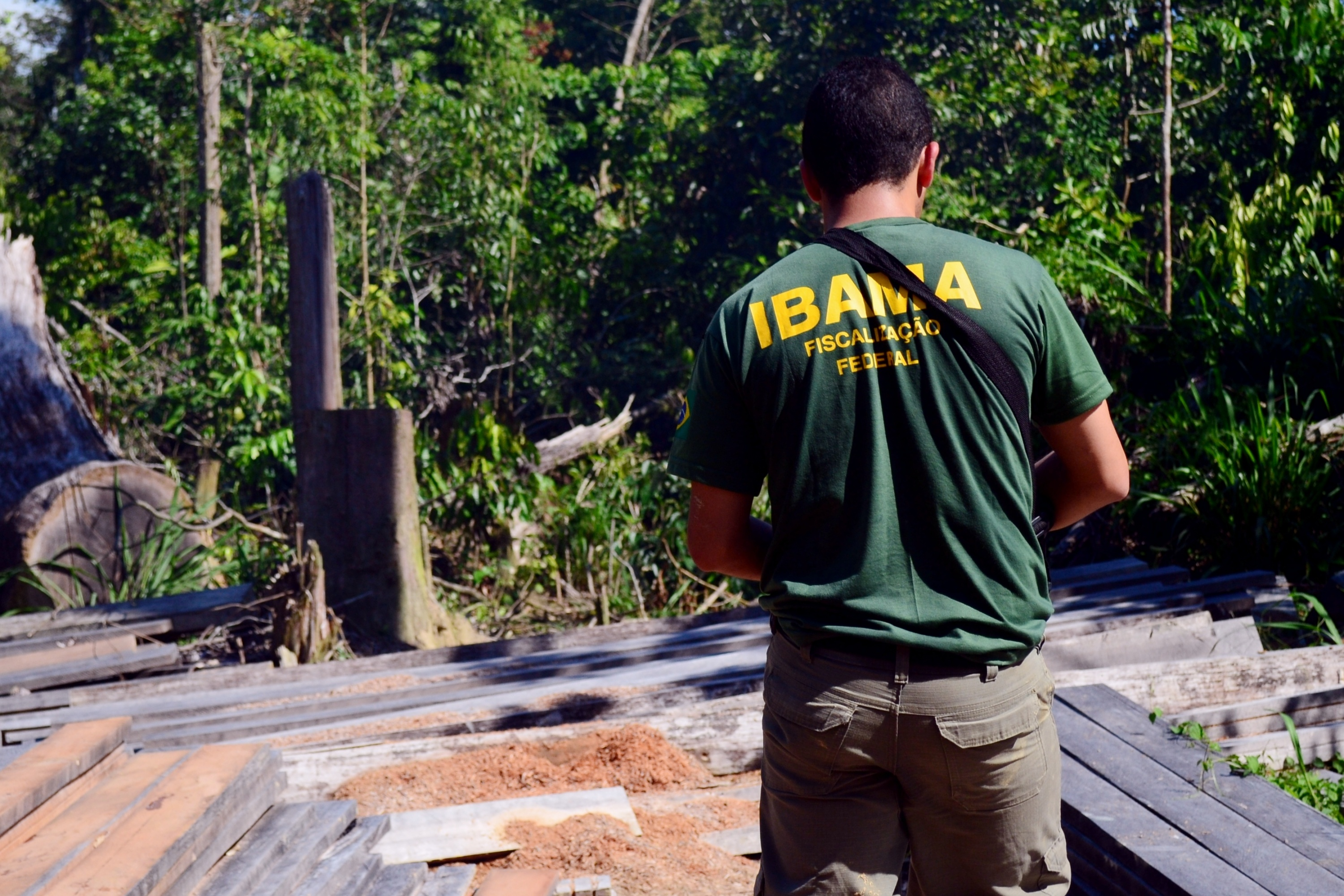
Fiscais encontram árvore derrubada em Novo Progresso, Pará (2014).

O Plano de Ação para Prevenção e Controle do Desmatamento na Amazônia Legal (PPCDAm) foi criado em 2004 pelo governo Lula, como resposta à uma questão concreta que havia entrado na pauta da agenda política: o aumento acelerado do desmatamento ilegal da Amazônia, no início do século XXI. Em 2019, na gestão de Jair Bolsonaro, o plano foi descontinuado, e a redução de 67% no desmatamento obtida nos dois primeiros mandatos de Lula, foi sucedida por um aumento de 73% (dados de 2022). No terceiro mandato de Lula, o plano foi restabelecido através do Decreto Nº 11.367, de 1º de janeiro de 2023.

## Antecedentes
A partir do período da ditadura militar no Brasil, entre as décadas de 1960 e 1980, a Amazônia estruturou-se como fronteira agrícola e estratégica, recebendo incentivos para este fim através de vários programas e instituições de financiamento do governo brasileiro, particularmente da SUDAM. A colonização agrícola foi priorizada, em lugar da reforma agrária, bem como a colonização privada, efetuada por médios e grandes empresários. Os novos migrantes, oriundos dos estados do Sul e do Sudeste, levaram consigo uma lógica de reprodução do capital baseada na pecuária, extração madeireira, comércio de terras e, numa fase posterior, no agronegócio (soja e milho), que, em seu conjunto, se opunham à realidade social e econômica da Amazônia. Inevitavelmente, isto terminou por gerar conflitos com as comunidades tradicionais e povos indígenas, que viram-se expulsos das terras públicas que originalmente ocupavam, por ações de grilagem e pistolagem efetuadas por grandes proprietários rurais.
A partir do final dos anos 1980, com a redemocratização, o governo brasileiro ensaia conciliar as atividades econômicas com a proteção ao meio ambiente. O primeiro passo neste sentido foi o Programa Nossa Natureza (Decreto Nº 96.944/1988), que visava reduzir os impactos ambientais e ordenar a ocupação e exploração econômica sustentável da Amazônia Legal. É também desta época a criação do Instituto Brasileiro do Meio Ambiente e dos Recursos Naturais Renováveis (IBAMA), e do Fundo Nacional de Meio Ambiente (Decreto Nº 7.797/1989). Em 1992, a questão ambiental entrou definitivamente na agenda pública, com a realização da II Conferência das Nações Unidas para o Meio Ambiente (Eco-92 ou Rio-92) e a elaboração de políticas voltadas para incluir a Amazônia num "modelo de inserção competitiva" na economia global, gerida pelo capital transnacional. Todavia, a expansão da fronteira agrícola passou a ameaçar mesmo as áreas supostamente protegidas pelo estado, como unidades de conservação e terras indígenas.
O governo Lula iniciou-se em 2003 dando continuidade às políticas dos governos anteriores, como os Programas Brasil em Ação e Avança Brasil, previstos no Plano Plurianual (1996-1999) de Fernando Henrique Cardoso, que visavam integrar regiões da Brasil ao restante da América do Sul. Em 2004, após estudos efetuados por um grupo de trabalho interministerial, foi lançada a primeira versão do Plano de Ação para Prevenção e Controle do Desmatamento na Amazônia Legal (PPCDAm); em 2008, no segundo mandato de Lula, foi lançada uma nova versão do PPCDAm, como parte do Plano Amazônia Sustentável (PAS), o qual visava consolidar um modelo de desenvolvimento sustentável, combater a degradação ambiental e ordenar e integrar políticas de ordenamento territorial.

## Organização

### Eixos estratégicos
O PPCDAm, a partir da sua segunda fase, foi pensado como a implementação tática e operacional do Plano Amazônia Sustentável, sendo seus eixos estratégicos:
1. Ordenamento territorial e fundiário;
2. Monitoramento e controle ambiental;
3. Fomento às atividades produtivas sustentáveis;
4. Instrumentos normativos e econômicos (a partir da quarta fase).

No âmbito estadual, ficariam os planos de prevenção e combate ao desmatamento, e no municipal, a Operação Arco Verde (OAV), voltada para atender demandas sociais emergenciais, em municípios prioritários.

### Operação Arco Verde
Lançada em maio de 2008, a Arco Verde tem por objetivo reforçar a demanda por presença federal em 43 municípios considerados prioritários. O intuito seria passar de um modelo de exploração predatória para o de manejo sustentável da floresta, gerando renda, qualidade de vida e cidadania. Para tanto, a OAV também contou com a colaboração de outras áreas do governo federal (social, previdenciária, defesa civil, bancos públicos etc).
As ações da Arco Verde são divididas em emergenciais e estruturantes. As emergenciais, são aquelas voltadas para o atendimento de famílias que ficaram momentaneamente desprovidas de emprego e renda, por conta de operações de fiscalização ambiental. As estruturantes, destinam-se a fortalecer iniciativas socioeconômicas que contribuam para a mudança na exploração dos recursos naturais.
A Operação Arco Verde tornou-se permanente em 2009, tendo sido agregada ao PPCDAm através do Decreto Nº 7.008/2009, com um Comitê Gestor Nacional.

### Comissão Executiva
A Comissão Executiva do PPCDAm é a instância operacional de coordenação das ações de prevenção e controle de desmatamento do governo federal. A sua composição tem variado ao longo das diversas fases, tendo se iniciado em 2004 com representantes dos ministérios abaixo, sob a coordenação da Casa Civil da Presidência da República:
1. Ministério da Agricultura, Pecuária e Abastecimento (MAPA)
2. Ministério da Ciência e Tecnologia (MCT)
3. Ministério da Defesa (MD)
4. Ministério do Desenvolvimento Agrário (MDA)
5. Ministério do Desenvolvimento, Indústria e Comércio Exterior (MDIC)
6. Ministério da Integração Nacional (MI)
7. Ministério da Justiça (MJ)
8. Ministério do Meio Ambiente (MMA)
9. Ministério das Minas e Energia (MME)
10. Ministério dos Transportes (MT)
11. Ministério do Trabalho e Emprego (MTE)
12. Ministério do Planejamento, Orçamento e Gestão (MPOG)
13. Ministério das Relações Exteriores (MRE)

Na segunda fase, em 2008, houve a saída do MRE, MTE e do MT, e a entrada da Secretaria de Assuntos Estratégicos da Presidência da República, como convidada permanente.
1. Ministério da Agricultura, Pecuária e Abastecimento – MAPA
2. Ministério da Ciência, Tecnologia, Inovações e Comunicações – MCTIC
3. Ministério da Defesa – MD
4. Ministério do Desenvolvimento Social e Agrário – MDSA
5. Ministério da Fazenda – MF
6. Ministério da Indústria, Comércio Exterior e Serviços – MDIC
7. Ministério da Integração Nacional – MI
8. Ministério da Justiça e Cidadania – MJ
9. Ministério do Meio Ambiente – MMA
10. Ministério de Minas e Energia – MME
11. Ministério do Planejamento, Desenvolvimento e Gestão – MP
12. Gabinete de Segurança Institucional da Presidência da República – GSI/PR

### Financiamento
Até a terceira fase, ainda não havia um financiamento específico para o PPCDAm no Orçamento Geral da União, e cada ministério integrante deveria estipular recursos para contemplar as ações sob sua responsabilidade. Na captação direta de recursos para o combate ao desmatamento e a promoção do uso sustentável do bioma amazônico, foi criado em 2008 o Fundo Amazônia, um fundo privado gerido pelo BNDES e por um Comitê Orientador, composto por representantes dos governos federal e estadual, organizações não governamentais, movimentos sociais, povos indígenas, cientistas e empresas.

## Fases
O PPCDAm passou por quatro fases antes de sua revogação pelo governo Bolsonaro em 2019:
- 1ª Fase (2004 a 2008): instituiu a detecção do desmatamento em tempo quase real (Sistema Deter), por imagens de satélite; aperfeiçoou o Protocolo Verde, para ações de financiamento de uso sustentável de recursos naturais; transferência já em 2004 para o PAS, do planejamento das obras de "infraestrutura ambientalmente sustentável". Críticas e sugestões apresentadas no desenrolar desta fase, foram aproveitadas na fase seguinte;[1]
- 2ª Fase (2009 a 2011): dentre suas diretrizes, estabeleceu: a conservação da floresta para fins de biodiversidade; apoio a processos de certificação; modelos alternativos de reforma agrária para a Amazônia; gestão descentralizada (iniciada na fase 1, em 2006); estímulo à participação da sociedade civil no controle do desmatamento; incentivo à implementação do Cadastro Ambiental Rural (CAR) e regularização ambiental dos imóveis rurais. Em avaliação realizada entre outubro de 2010 e julho de 2011, pelo Instituto de Pesquisa Econômica Aplicada (Ipea), pela Comissão Econômica para a América Latina e o Caribe (Cepal) e pela Cooperação Alemã para o Desenvolvimento, por meio da Deutsche Gesellschaftfür Internationale Zusammenarbeit (GIZ), concluiu-se que a regularização fundiária deveria receber prioridade máxima.[1]
- 3ª Fase (2012 a 2015): a dinâmica do desmatamento mudou, concentrando-se em áreas menores e reduzindo a eficácia do Sistema Deter, bem como aumentando o custo da fiscalização (por mais exigir mais recursos humanos para cobrir pontos dispersos). Uma das diretrizes desta fase foi a de firmar pactos com entidades do setor produtivo (principalmente, do agronegócio), com o objetivo de preservar a floresta.[1]
- 4ª Fase (2016 a 2020): criou o quarto eixo ("instrumentos normativos e econômicos") e estabeleceu como meta o incentivo da economia sustentável de base florestal.[7]

### Plano Amazôniae recriação do PPCDAm

#### Opseudoplano
Indo na contramão dos governos anteriores (desde a redemocratização em 1985), Jair Bolsonaro explicitamente adotou a partir de 2019, um processo de desmonte das políticas de conservação ambiental. Notícias de invasões à terras indígenas e unidades de conservação, e aumento expressivo no desmatamento, foram a tônica de sua administração. Como pontuou o pesquisador Tasso Azevedo, coordenador do Sistema de Estimativa de Emissões de Gases de Efeito Estufa do Observatório do Clima (SEEG) e do Projeto de Mapeamento Anual da Cobertura e Uso do Solo no Brasil (MapBiomas):
| “ | É a primeira vez que temos um período em que o governo age deliberadamente contra a agenda ambiental. Essa que essa é a novidade. | ” |

O PPCDAm foi uma das políticas atingidas por esse enfoque, e somente em 2021 o governo Bolsonaro apresentou o que supostamente seria sua resposta às críticas sobre o aumento nos índices de desmatamento: o Plano Amazônia 2021-2022, capitaneado pelo vice-presidente Hamilton Mourão e considerado como "um 'pseudoplano', muito sintético, com nada de novo". Anunciado às vésperas da Cúpula do Clima organizada pelo presidente dos Estados Unidos, Joe Biden, o "Plano Amazônia" tinha como uma de suas diretrizes "transmitir mensagem clara e direta de que este Governo não tolera qualquer ação à margem da Lei". A intenção ia de encontro às próprias atitudes do ministro do Meio Ambiente, Ricardo Salles, que confrontou o diretor da Polícia Federal no Amazonas, Alexandre Saraiva, sobre a apreensão de uma carga de madeira ilegal, avaliada em R$ 55 milhões. Salles foi denunciado por Saraiva ao STF, pela tentativa de atrapalhar as investigações. Em retaliação, Saraiva foi logo em seguida exonerado de sua chefia pelo novo diretor-geral da Polícia Federal, Paulo Maiurino.
O Plano Amazônia anunciou que pretendia reduzir o desmatamento na Amazônia, colocando-o dentro da média histórica do período 2016-2020. O problema desta meta, é que representava um incremento de 16% do desmatamento sobre 2018, último ano antes do governo Bolsonaro; 92% de aumento sobre o percentual mais baixo de desmatamento da série histórica, registrado em 2012; e era 35% maior do que a média dos governos dos dez anos anteriores ao governo Bolsonaro, de 2009 a 2018. Durante a Cúpula do Clima, Ricardo Salles também declarou que o Brasil só se comprometeria em reduzir o desmatamento (em até 40% em um ano) caso recebesse US$ 1 bilhão de ajuda externa, o que foi classificado como "lógica de milicianos" pelo cientista político Ricardo Abramovay, professor sênior do Instituto de Energia e Ambiente da USP.

#### A volta do PPCDAm
Com a eleição de Lula para um terceiro mandato, o PPCDAm foi recriado através do Decreto Federal Nº 11.367, de 1º de janeiro de 2023, sendo lançado oficialmente em 5 de junho daquele mesmo ano. A quinta fase, que se estende de 2023 a 2027, prevê desmatamento zero até 2030, e foi construída tendo por base a experiência acumulada pelo governo federal entre 2004 e 2012, quando o desmatamento foi reduzido em 83%.
O novo PPCDAm está estruturado em torno de quatro eixos temáticos (subcomissões), mantendo os instrumentos normativos e econômicos para a redução do desmatamento, criados na quarta fase, com os três eixos das fases anteriores: atividades produtivas sustentáveis, monitoramento e controle ambiental e ordenamento fundiário e territorial. O plano também definiu doze objetivos estratégicos, com 38 resultados esperados e 194 linhas de ação.
Dentre as metas da quinta fase, estão a ampliação de florestas públicas federais sob concessão em 5 milhões de hectares até 2027, e a contratação de 1600 analistas ambientais por concurso, para atuar no controle do desmatamento. Para atingir o desmatamento zero em 2030, prevê-se o uso de rastreio e repressão remota de crimes ambientais e respectivas cadeias produtivas, investimento em bioeconomia e ordenamento territorial de florestas públicas não destinadas.